# The Day
The Day (česky Den) je kanadský postapokalyptický film z roku 2011 režírovaný Douglasem Aarniokoskim. Ve filmu hrají Ashley Bellová, Shannyn Sossamonová, Dominic Monaghan, Shawn Ashmore a Cory Hardrict. Film měl premiéru 16. září 2011 na mezinárodním filmovém festivalu v Torontu. Ve Spojených státech amerických byl 29. srpna 2012 uveden do 12 kin na pouhých 16 dní a utržil 20 984 dolarů.
Film je o tom, jak svůj den prožívá pětice přeživších neznámé apokalypsy, po které svět začali ovládat kanibalové. Tato pětice se tedy snaží najít místo, na kterém by se ukryla. Mezitím však dojde k válce mezi nimi a kanibaly.

## Obsazení
- Ashley Bellová jako Mary
- Shannyn Sossamonová jako Shannon
- Dominic Monaghan jako Rick
- Shawn Ashmore jako Adam
- Cory Hardrict jako Henson
- Michael Eklund jako otec
- Brianna Barnesová jako Nikki
- Kassidy Verreaultová jako Ava
- Sophia Ewaniuková (pouze hlas)

## Produkce
Režie se ujal Douglas Aarniokoski a natočil The Day podle divadelní hry Lukea Passmoreho. Natáčení probíhalo v Ottawě v Ontariu (Kanada) na podzim roku 2011.